# Nupserha conradti
Nupserha conradti là một loài bọ cánh cứng trong họ Cerambycidae.